# Aserca
Por todo lo alto
Aserca Airlines (Aero Servicios Carabobo) (code AITA : R7 ; Code OACI : OCA) est une compagnie aérienne du Venezuela.
Le 6 mars 1968, un groupe d'industriels de Valencia fonde les bases d'une compagnie aérienne locale dénommée Aero Servicios Carabobo C.A.
Le 27 juillet 1990, l'entrepreneur Simeón García, achète toutes les actions de la société et transforme en compagnie de transport passagers
Le 14 septembre 1992, le premier vol commercial, Valencia-Puerto Ordáz avec un DC9-30, s'appelant "El Pilar", en novembre 1997 acquisition d'un deuxième appareil, la société prend le nom d'Aserca Airlines.

## Destinations
Venezuela

Ancienne version du logo.

- Caracas - Aéroport international Simón Bolivar (hub)
- Barcelona - Aéroport international Général José Antonio Anzoategui
- Maracaibo - Aéroport international La Chinita
- Margarita - Aéroport international Del Caribe Santiago Marino
- Maturín - Aeroport international José Tadeo Monagas
- Puerto Ordaz - Aéroport Manuel Carlos Piar Guayana
- Barquisimeto - Aéroport international Jacinto Lara
- Valencia - Aéroport international Arturo Michelena (hub)
- Santo Domingo del Táchira - Aéroport Mayor Buenaventura Vivas (en)
- Las Piedras - Aéroport International Josefa Camejo

 Antilles néerlandaises
- Aruba - Aéroport international Reine-Beatrix

## Flotte
| Appareil                | En service | Commandes | Passagers | Notes |
| ----------------------- | ---------- | --------- | --------- | ----- |
| McDonnell Douglas MD-82 | 4          | 0         | 152       |       |